# Kasane
« Kasane » redirige ici. Pour les autres significations, voir Kasane (homonymie).
Kasane est la capitale du district de Chobe au Botswana, près des « Quatre Coins » d'Afrique, là où quatre pays sont voisins : le Botswana, la Namibie, la Zambie et le Zimbabwe. 
Lors du recensement de 2011, Kasane comptait 9 008 habitants.
Kasane possède un aéroport (code AITA : Kasane).